# DOCS Educação
A DOCS Educação, antigamente conhecida como Organização Odontológica para Anestesia Consciente, com sede em Seattle, Washington, oferece uma formação continuada para profissionais da área odontológica em anestesia oral e intravenosa, além de treinamento para urgências.
O quadro de membros consiste em mais de 3.500 dentistas que utilizam os métodos ensinados no tratamento dos seus pacientes. A DOCS Educação também fornece importantes produtos e equipamentos odontológicos, incluindo suprimentos médicos para emergências, equipamentos de monitoração e materiais pedagógicos.
Fundada em 1999 pelos Drs. em odontologia Michael Silverman e Anthony Feck, em Lafayette Hill, Pensilvânia, a DOCS Educação foi concebida como uma resposta direta à constatação dos dentistas da enorme quantidade de pacientes que apresentam medo e ansiedade com relação ao tratamento dentário.
Todos os programas educacionais da DOCS Educação são projetados exclusivamente por profissionais atuantes nas áreas médica e odontológica. São construídos com base na ciência e metodologia dos anestésicos orais, psicologia do paciente e administração e controle da dor.
A DOCS Educação oferece cursos em anestesiologia odontológica, anestesiologia odontológica pediátrica, soluções em anestesia, suporte avançado de vida em cardiologia, suporte avançado de vida em pediatria e outros. Os cursos são oferecidos nas principais áreas metropolitanas dos Estados Unidos, em cidades como San Francisco, Chicago, Washington DC, Memphis, Seattle, Atlanta e Boston e em universidades como a NYU e a Duquesne University.